# Tlaqueztla
Tlaqueztla är en ort i Mexiko.   Den ligger i kommunen Ixcatepec och delstaten Veracruz, i den sydöstra delen av landet, 230 km nordost om huvudstaden Mexico City. Tlaqueztla ligger 225 meter över havet och antalet invånare är 250.
Terrängen runt Tlaqueztla är platt västerut, men österut är den kuperad. Runt Tlaqueztla är det ganska tätbefolkat, med 80 invånare per kvadratkilometer. Närmaste större samhälle är Ixcatepec, 3,3 km norr om Tlaqueztla. Trakten runt Tlaqueztla består till största delen av jordbruksmark.